# بريديون
سوغاماديكس ، الذي يباع تحت الاسم التجاري Bridion ، هو دواء يستخدم لعكس الحصار العصبي العضلي للروكورونيوم والفيكورونيوم .  يُسْتخدم عن طريق الحقن في الوريد.  و تحدث التأثيرات الجانبية بشكل عام خلال 2 إلى 3 دقائق. 
تشمل الآثار الجانبية الشائعة له: السعال ومشاكل مجرى الهواء مع زوال التخدير وانخفاض ضغط الدم ومعدل ضربات القلب غير الطبيعي.  قد تشمل الآثار الجانبية الأخرى: الحساسية المفرطة و القيء و الصداع.  و يعد عامل ربط مرخي انتقائي (SRBA) يجمع بين بعض الأدوية ويثبط نشاطها.  
تمت الموافقة عليه للاستخدام الطبي في أوروبا في عام 2008 والولايات المتحدة في عام 2015.   في المملكة المتحدة، يكلف 2000 ملغ هيئة الخدمات الصحية الوطنية حوالي 600 جنيه إسترليني اعتبارًا من عام 2021.  و تكلف هذه الكمية في الولايات المتحدة حوالي 1200 دولار أمريكي. 